# Maciej Pietrzyk (artysta)
Maciej Stanisław Pietrzyk (ur. 1 sierpnia 1944 w Warszawie) – polski artysta malarz, poeta i aktor, jeden z bardów Solidarności.

## Życiorys
W 1968 ukończył warszawską Akademię Sztuk Pięknych. Występował w filmach i sztukach Teatru Telewizji. W 1970 był współzałożycielem zespołu Old Stars, który powstał spontanicznie po występie w programie telewizyjnym Telewizyjny Ekran Młodych, gdzie debiutowali z przebojem pt. Co jest. W 1980, w czasie strajku w Stoczni Gdańskiej, skomponował muzykę do Piosenki dla córki, która była nieoficjalnym hymnem powstającej „Solidarności”. W 1981 wykonał ją wbrew sprzeciwom cenzury na Krajowym Festiwalu Piosenki Polskiej w Opolu. Zaśpiewał ją także w filmie Andrzeja Wajdy Człowiek z żelaza.
W latach 2006–2010 zasiadał w Radzie Miasta Otwocka.

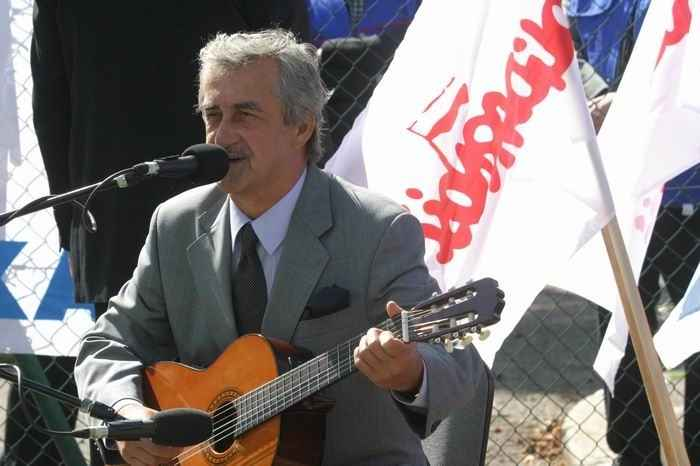
Maciej Pietrzyk pod Pomnikiem Poległych Stoczniowców, 31 sierpnia 2006

## Odznaczenia
- Krzyż Kawalerski Orderu Odrodzenia Polski – 2006[2]
- Złoty Medal „Zasłużony Kulturze Gloria Artis” – 2025[3]
- Srebrny Medal „Zasłużony Kulturze Gloria Artis” – 2009[4]

## Filmografia

### Aktor
- 2009: Popiełuszko. Wolność jest w nas jako Tadeusz Jarzyna
- 2001: Adam i Ewa jako mecenas Henryk Orliński
- 1994: Miasto prywatne jako właściciel dyskoteki
- 1993: Balanga jako szef Bąkały
- 1990: Kamienna tajemnica jako Bert
- 1989: Stan strachu jako aktor
- 1987: Śmieciarz jako pasażer zatrzymanego pociągu (odc. 1)
- 1987: Zamknąć za sobą drzwi (także odc. 19 serialu 07 zgłoś się) jako Ivo Babic, współpracownik „Cappuccina"
- 1983: Alternatywy 4 jako tragarz
- 1983: Fachowiec jako fotograf
- 1981: Miś jako konferansjer
- 1978: Co mi zrobisz, jak mnie złapiesz
- 1976: Zanim nadejdzie dzień jako obsada aktorska
- 1971: 150 na godzinę jako mechanik w zakładzie samochodowym
- 1966: Małżeństwo z rozsądku jako widz

### Aktor gościnnie
- 1976: Trędowata jako arystokrata

## Dyskografia
- 2005: Honor jest wasz Solidarni
- 1989: Sierpień 80

## Teatr Telewizji
- 1975: Zapalniczka Jerzego Przeździeckiego jako Chłopak